# 任師昉
任師昉（1828年9月21日—1897年8月28日），諱光暉，官名師昉，字竹安，一號篤安，四川順慶府鄰水縣人，由恩貢生加捐復設訓導，以辦長涪捐加欽加國子監典簿銜，光緒七年署犍為縣教諭，光緒九年九月分選授華陽縣訓導兼湔溪書院監院。